# Дерюгин, Василий Васильевич
Васи́лий Васи́льевич Дерю́гин (4 июня 1953, Москва — 28 ноября 2016, Москва) — советский и российский спортсмен. Мастер спорта международного класса по гребле, заслуженный тренер РСФСР, тренер высшей категории.

## Биография
В 1970 году окончил среднюю школу, работал на заводе.
С 1971 по 1973 года служил в рядах Вооружённых Сил СССР.
В 1977 году окончил ГЦОЛИФК по специальности тренер-преподаватель по академической гребле.
С октября 1975 года начал работать тренером-преподавателем по академической гребле в Московской городской организации спортивного общества «Динамо».
С 1999 года работал тренером-преподавателем в Центре спортивной подготовки по гребным видам спорта «Крылатское».
Умер 28 ноября 2016 года.

## Достижения
За время работы подготовил:
- призёров Олимпийских игр в Сеуле Василия Тихонова и Александра Думчева;
- призёров чемпионатов мира по академической гребле Ю. Зелековича, А. Литвинчева и А. Андреева;
- Призёров чемпионатов мира U23 в классах 2х муж. 2004 году, 4- жен. 2012, 2013 годах.
- В 2013 году в Казани на XXVII летней Универсиаде восьмёрка (мужчины) стала победителем, четвёрка (мужчины) — бронзовым призёром.

С 1985 по 2012 год команды, подготовленные им, ежегодно становились чемпионами и призёрами чемпионатов СССР и России. Участвовали в Олимпийских Играх в Сеуле, Барселоне, Сиднее, Пекине и во многих чемпионатах мира.